# Третьяковская галерея (журнал)
«Третьяко́вская галере́я» — российский иллюстрированный художественно-исторический журнал, ассоциированное издание одноимённого государственного музея в Москве. Выходит ежеквартально на русском и английском языках с 2003 года.

## История
Первый номер журнала вышел в 2003 году. Журнал был задуман как двуязычное издание (на русском и английском языках) для информирования более широкой аудитории как в России, так и за рубежом.
Журнал представляет основные экспозиции Государственной Третьяковской галереи как отечественному, так и зарубежному зрителю и читателю.
С 2005 года стали издаваться монотематические спецвыпуски журнала, посвященные Марку Шагалу и художественному объединению «Бубновый валет», а также издания, приуроченные к знаковым юбилейным выставкам: И. К. Айвазовского (2 выпуска) — к 200-летию со дня рождения; Валентина Серова — к 150-летию со дня рождения; Александра Головина — к 150-летию со дня рождения; Исаака Левитана — к 150-летию со дня рождения; Архипа Куинджи — к 175-летию со дня рождения; И. П. Похитонова — к 160-летию со дня рождения; И. Е. Репина — к 175- летию со дня рождения; В. Д. Поленова — к 175- летию со дня рождения. В качестве монотематических приложений к журналу были подготовлены и изданы выпуски: «Династия Соколовых. XIX век в лицах», 2018; «Казанский вокзал А. В. Щусева. Невоплощенный замысел „Мира искусства“», 2017; «Встречи с В. А. Серовым. Переписка И. С. Зильберштейна с И.А и Ф. Ф. Юсуповыми и Г. Л. Гиршман», 2015, «Таир Салахов», 2018, «К истории одной выставки В. В. Верещагина в Вильне», 2018, «Зураб Церетели», 2018, «И. Е. Репин. Письма А. В. Жиркевичу. 1888—1906», 2019, «По Оке минувшее плывет… В. Д. Поленов, И. В. Цветаев, В.Э. Борисов-Мусатов», 2019, «Мария Якунчикова и символизм», «Часовня Святой Анастасии в Пскове. Творческий союз А. В. Щусева и Н. К. Рериха», «Поэзия метаморфоз. ЦВЕТЫ И ОРНАМЕНТЫ МИХАИЛА ВРУБЕЛЯ».
«Практикуемый редакцией журнала „Третьяковская галерея“ опыт издания спецвыпусков, посвященных творчеству крупнейших мастеров искусства в связи с экспонируемыми в Третьяковской галерее с юбилейными выставками, является интересным, полезным для „большой“ науки и, я бы сказала, инновационным. Принцип многоаспектности, присущий журналу как виду издания, и возможность фрагментарного подхода, присущая статье как журнальному жанру, открывают горизонты многогранного видения личности автора. Способность номера периодического издания комплексом статей воссоздавать, говоря словами У. Блейка, „огромный мир — в зерне песка“ успешно и плодотворно „эксплуатируется“ редакцией „ТГ“».
Журнал сотрудничает с русско-английским журналом «Saint Petersburg» (Канада).
Практически в каждом номере размещаются также материалы о ведущих зарубежных музеях, выдающихся мастерах мирового искусства, наиболее интересных событиях на мировой арт-сцене. Особое внимание уделяется международным проектам с участием российских музеев и отечественных мастеров изобразительного искусства. Особое внимание уделяется творчеству современных зарубежных художников: Люсьен Фрейд, Георг Базелитц, Энтони Гормли, Гюнтер Юккер, Андреа Гранки, Аарон Априль, Марк Аш, Жакомо де Пасс, Дэмиен Хёрст, Анне Имхоф.
Соответствующие статьи в ряде случаев заказываются кураторам международных выставочных проектов и переводятся на русский язык с английского, французского, немецкого, итальянского, норвежского.
В 2011 году был разрабон проект фонда «ГРАНИ» «На перекрестках культур». В рамках проекта опубликованы 8 тематических спецвыпусков журнала, посвященных истории и современному состоянию художественных контактов между Россией и США (2 выпуска), Италией, Швейцарией, Норвегией, Испанией, Великобританией, Китаем, Германией.
3 декабря 2013 года журнал отметил свой 10-летний юбилей в Золотом зале посольства РФ в Вашингтоне.
В 2015 году, к 70-летию окончания Великой Отечественной войны, журнал издал специальный выпуск, посвященный военным художникам, их произведениям и событиям, связанным с жизнью Третьяковской галереи в эвакуации. В 2020 году, к 75-летней годовщине окончания ВОВ, вышел юбилейный выпуск журнала «Третьяковская галерея», посвященный двум трагедиям XX века.
За счет публикации переводных материалов как с русского на английский, так и с английского на русский язык журнал служит популяризации русского искусства за рубежом.

## Учредители
- Государственная Третьяковская галерея
- Фонд развития народного творчества «Грани»
- Мащицкий Виталий Львович, генеральный спонсор

## Редакционный совет
- З.И. Трегулова, председатель
- Н.И. Войскунская
- Т.Л. Карпова
- В.Л. Мащицкий
- П.В. Мащицкий
- А.И. Рожин
- Е.Л. Селезнева
- В.З. Церетели
- К.Г. Шахназаров
- М.Э. Эльзессер
- Т.В. Юденкова

## Издатель журнала
Фонд «ГРАНИ». Учредитель Фонда и Президент П.А. Бабаева. Директор Фонда Н.И. Войскунская

## Редакция журнала
- К. А. Коробейникова, главный редактор
- Д.Г. Мельник, главный художник
- Н.И. Войскунская, ответственный секретарь
- А.А. Ильина, редактор
- Т.А. Лыкова, редактор
- Том Бирченоф, редактор переводов
- Анна Агапова, Наталия Гормли, Мария Соловьева, ООО «Априори», переводы

## Авторы журнала
Материалы об актуальных выставочных проектах представляют сотрудники Третьяковской галереи, ГМИИ имени А. С. Пушкина, Музеев Кремля, Государственного музея искусства народов Востока, Государственного музея А. С. Пушкина, Всесоюзного музея декоративно-прикладного и народного искусства, а также российские авторы из числа членов и сотрудников РАХ и представителей ведущих (в том числе многочисленных региональных) музеев России.
Все данные о публикациях того или иного автора можно увидеть на сайте журнала, зайдя на страницу «Авторы журнала «Третьяковская галерея». Кликнув на фамилию конкретного автора, вы получите перечень всех его/ее статей и ссылки на соответствующие номера журнала.
Среди авторов журнала — ведущие зарубежные арт-критики и историки искусств из:
- США (Соня Беккерман, Джон Боулт, Молли Брансон, Зоэ Брэй, Александра Кайзер, Алекс Клевицкий, Карэн Лемми, Энн Манникс, Кэтрин Медерос Сысоева, Лиза Минтц Мессинджер, Николетта Мислер, Дороти Мосс, Брэд Розенштейн, Александр Роуэр, Ирвинг Сандлер, Джон Смит, Лиза Фишман, Джудит Фландерс, Валери Хиллингз, Маргарет Шаму),
- Великобритании (Джулиан Барран, Том Бирченоф, Розалинд П. Блейксли, Марина Вейзи, Фисун Гюнер, Зиновий Зиник, Сара Кент, Джон Милнер, Фрэнсис Моррис, Франческа Пиовано, Джаспер Реес, Генриетта Спенсер-Черчиль, Мария Тарутина, Флоренс Халлетт),
- Норвегии (Карин Хелланншё, Франк Хёйфёдт, Петра Петтерсен, Стиг Сэтербаккен, Ярле Стрёмодден, Сын Хэ Ю, Суне Нордгрен, Ойстен Экролл),
- Германии (Астрид фон Астен, Уте Бауэрмайстер, Майке Бем, Мелани Вайдемюллер,  Юрген Вайхардт, Юрген Вайхардт, Хубертус Гасснер, Штефани Герке, Геза Гримме,  Ханс-Хендрик Гриммлинг, Георг Имдаль,  Агнешка Лулинска, Кристоф Таннерт, Ренате Ульмер, Юрген Шиллинг),
- Швейцарии (Кэтлин Бюлер, Михаэль Баумгартнер, Мерет Мейер, Симон Оберхольцер, Кароль Хенслер, Кристин Хопфенгарт),
- Италии (Джованна Даль Бон, Армандо Джинези, Марина Джорджини, Катерина Кардона),
- Латвии (Наталия Евсеева, Эдуард Клявиньш, Ксения Рудзите),
- Франции (Пьер Карден, Катрин Луазель, Белла Мейер, Татьяна Моженок-Нинэн, Жан-Луи Прат, Жан-Мишель Форе),
- Израиля (Рая Зоммер-Таль, Ирина Погребецкая),
- Испании (Хосе Мария Гойкоэчеа, Пабло Хименес Диас, Мануэль Ариас Мартинес, Энрике Андрес Руис),
- Нидерландов (Инесса Кутейникова),
- Финляндии (Тимо Вальякка),
- Эстонии (Александра Мурре),
- Китая (У Вэйшань, У Хунлян),
- Казахстана (Галина Сырлыбаева),
- Армении (Шаэн Хачатрян),
- Беларуси (Владимир Прокопцов),
- Швеции (Иван Самарин),
- Литвы (Даля Тарандайте)[36].

## Веб-сайт журнала
- http://www.tg-m.ru - русская версия
- http://www.tretyakovgallerymagazine.com/ - английская версия